# SMAP 001
『SMAP 001』は、SMAPの1枚目のオリジナル・アルバム。 1992年1月1日にビクター音楽産業（現・JVCケンウッド・ビクターエンタテインメント）から発売された。

## 概要
今作リリース前にリリースされた「正義の味方はあてにならない」は未収録だが、カップリングの「KISS OF FIRE」は収録されている。

## 収録曲
1. Can't Stop!! -LOVING-（アルバム・ヴァージョン）
作詞：森浩美 / 作曲：Jimmy Johnson /編曲：船山基紀
1stシングルのアルバム・ヴァージョン
2. Run! Run! Run!
作詞：相田毅 / 作曲：谷本新 / 編曲：重実徹 / コーラスアレンジ：松下誠
3. Subway Kids
作詞：相田毅 / 作曲・編曲：野崎昌利
リミックス・アルバム「BOO」にも収録されている。
4. Shake U Up
作詞：高柳恋 / 作曲：Joey Carbone・Mike Tavera / 編曲：清水信之
リミックス・アルバム「BOO」にも収録されている。
5. KISS OF FIRE
作詞：森浩美 / 作曲：馬飼野康二 / 編曲：船山基紀
2ndシングル「正義の味方はあてにならない」カップリング
SMAP出演 Panasonic「スララ」CMソング
6. 天国のかけら - 木村拓哉・稲垣吾郎
作詞：相田毅 / 作曲・編曲：野崎昌利
7. Angelの秘密 - 森且行
作詞：相田毅 / 作曲：割田康彦 / 編曲：新川博
8. Don't Cry Baby
作詞：小倉めぐみ / 作曲・編曲：長岡成貢 / コーラスアレンジ：松下誠
1stベスト・アルバム「Cool」、2ndベスト・アルバム「Wool」、4thベスト・アルバム「pamS」にも収録されている。
9. Stormy Town
作詞：高柳恋 / 作曲：谷本新 / 編曲：西脇辰弥
10. さよならの恋人 - 草彅剛・香取慎吾
作詞：真名杏樹 / 作曲：Joey Carbone / 編曲：椎名和夫
4thベスト・アルバム「pamS」には新録バージョンが収録されている。
11. Can't Stop!! -LOVING- BONUS TRACK
1stシングルのリミックス・バージョン

## 予約特典
SMAPの輪(指輪)

## 映像作品
Run! Run! Run!
- 1992.1 SMAP 1st LIVE「やってきましたお正月!!」コンサート
- SEXY SIX SHOW
- SMAP 007 MOVIES〜Summer Minna Atsumare Party

Subway Kids
- 1992.1 SMAP 1st LIVE「やってきましたお正月!!」コンサート
- SEXY SIX SHOW
- SMAP Winter Concert 1995-1996
- LIVE BIRDMAN
  - 5人 体制初披露

Shake U Up
- 1992.1 SMAP 1st LIVE「やってきましたお正月!!」コンサート
- SMAP 010 "TEN"
  - 5人 体制初披露

Don't Cry Baby
- 1992.1 SMAP 1st LIVE「やってきましたお正月!!」コンサート
- SMAP 007 MOVIES〜Summer Minna Atsumare Party
- LIVE pamS
  - 稲垣が謹慎の為4人で披露

Stormy Town
- 1992.1 SMAP 1st LIVE「やってきましたお正月!!」コンサート
- SEXY SIX SHOW

天国のかけら
- 1992.1 SMAP 1st LIVE「やってきましたお正月!!」コンサート

Angelの秘密
- 1992.1 SMAP 1st LIVE「やってきましたお正月!!」コンサート

さよならの恋人
- 1992.1 SMAP 1st LIVE「やってきましたお正月!!」コンサート